# Các vụ đánh bom tại Volgograd tháng 12 năm 2013
Vào tháng 12 năm 2013, hai vụ đánh bom riêng biệt xảy ra trong hai ngày liên tiếp nhằm vào khu vực giao thông đông đúc ở thành phố Volgograd, thuộc khu vực tỉnh Volgograd ở miền Nam nước Nga, làm tổng cộng ba mươi tư người thiệt mạng, trong đó có cả hai thủ phạm. Các vụ tấn công trên xảy ra sau một vụ đánh bom xe buýt cũng xảy ra tại thành phố này hai tháng trước đó.

## Vụ đánh bom nhà ga tàu hoả ngày 29 tháng 12
Ngày 29 tháng 12 năm 2013, một vụ đánh bom liều chết xảy ra tại nhà ga Volgograd-1 ở thành phố Volgograd, tỉnh Volgograd thuộc miền Nam nước Nga, khiến 18 người thiệt mạng và ít nhất 44 người khác bị thương, 38 người trong số đó đã phải nhập viện. Vụ tấn công xảy ra vào khoảng 12 giờ 45 theo giờ Moscow, gần nửa kiểm tra kim loại sát lối vào ga tàu. Lượng chất nổ chứa trong quả bom tương đương khoảng 10 kilôgam (22 lb) thuốc nổ TNT. Hiện trường vụ nổ được ghi lại nhờ một máy quay của đài CCTV trong toà nhà và một máy quay bên ngoài.
Ban đầu vụ tấn công được cho là do một phụ nữ tiến hành, trong tiếng Nga gọi là "Người đàn bà mặc đồ đen". Giới chức nhận dạng thủ phạm của vụ việc là Oksana Aslanova. Tuy nhiên, sau đó thông tin này đã bị nghi ngờ, khi một số cơ quan thông tấn cho rằng kẻ đánh bom trên là nam giới. Một số nguồn tin cho biết họ của thủ phạm là Pavlov. Ngày 30 tháng 12, có thông tin cho rằng kẻ đánh bom là một người dân tộc Nga theo đạo Hồi đến từ thành phố Volzhsk, thuộc Cộng hoà Mari El, có tên là Pavel Pechenkin, có tên Hồi giáo là Ar-Rusi. Cha hắn là một người dân tộc Nga, Nikolai, mẹ là người Hồi giáo, Fanaziya, cả hai đều kêu gọi con trai mình tránh xa bạo lực và đang đi tìm con ở Dagestan.
Nhầm lẫn càng tăng thêm khi một số báo đã sai sót khi cho rằng Pechenkin là người chịu trách nhiệm cho vu nổ ngày 30 tháng 12 ở Volgograd (trong một chiếc xe buýt). Vẫn chưa có nhóm nào đứng ra nhận trách nhiệm cho vụ tấn công này. Các chuyên gia nghi ngờ rằng Doku Umarov, một chiến binh theo đạo Hồi, kẻ kêu gọi tấn công khủng bố và có tiền án tham gia các vụ tấn công trước đây, là kẻ đứng đằng sau các vụ tấn công ở Volgograd.
Tổng thống Nga Vladimir Putin ra lệnh đưa những người bị thương nặng tới Moscow bằng đường hàng không để điều trị đặc biệt.

## Vụ đánh bom xe buýt ngày 30 tháng 12
Vụ tấn công liều chết thứ hai xảy ra vào sáng ngày 30 tháng 12, khoảng 8 giờ 30 theo giờ Moscow ở quận Dzerzhinsky thuộc Volgograd. Vụ đánh bom nhằm vào chiếc xe buýt số 1233 trên tuyến 15A, tuyến xe kết nối một vùng ngoại ô với khu vực trung tâm Volgograd, trong khi nó đang di chuyển qua một trong những khu chợ của thành phố. Theo ảnh của các nhân chứng, có thể thấy vụ nổ xảy ra ở phía sau chiếc xe buýt. Vụ tấn công khiến 16 người thiệt mạng và làm 41 người bị thương, 27 người trong số đó đã phải nhập viện. Xác kẻ đánh bom là nam giới đã được định vị và gửi đi giám định gen.

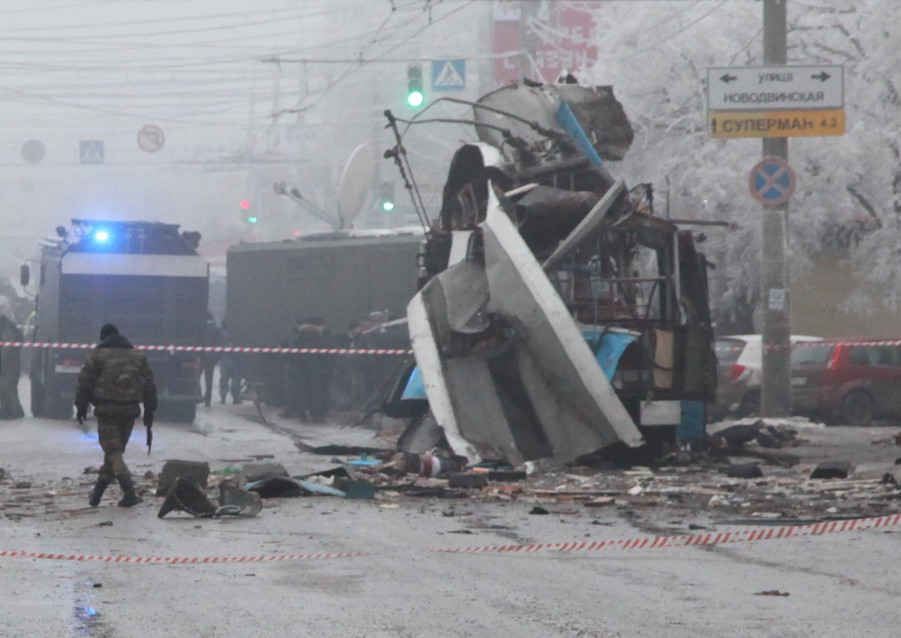
Các hoạt động cứu hộ một giờ sau vụ nổ
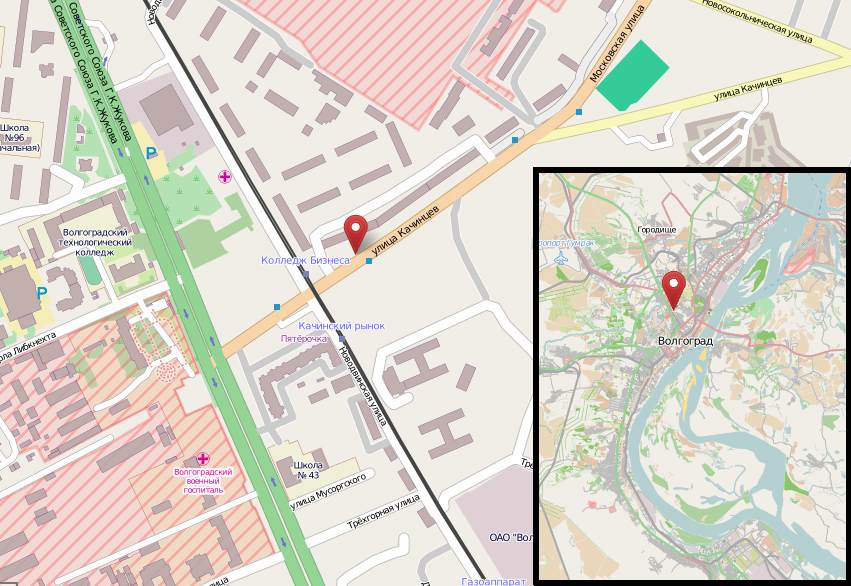
Vị trí của vụ đánh bom xe buýt
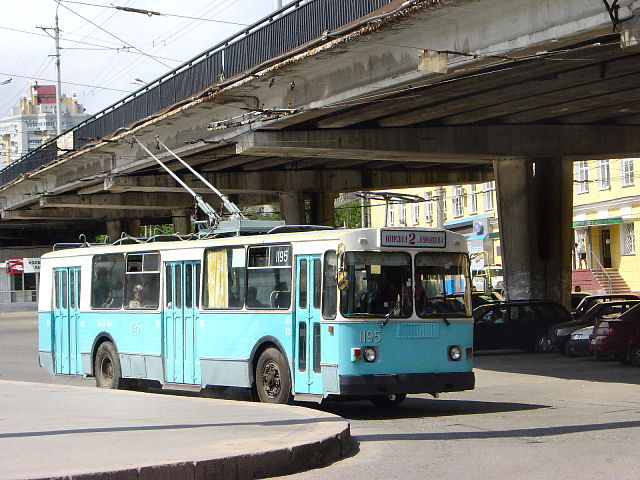
Chiếc xe buýt ZiU-9